# 김윤경 (만화가)

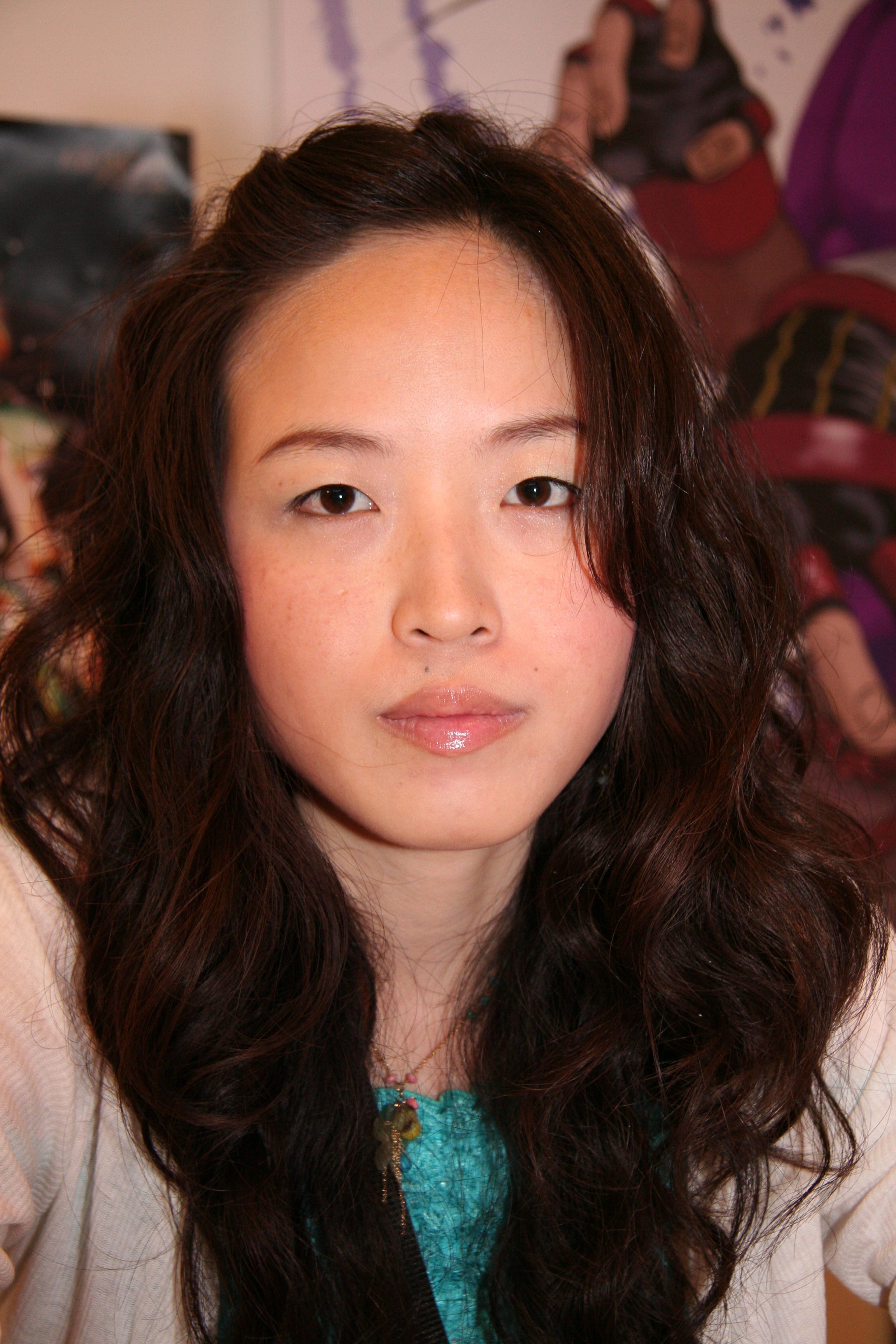
2007년 일본 엑스포에서의 김윤경

김윤경은 대한민국의 만화가이다. 대표작으로 유레카가 있다.